# 凌霄塔 (榆林)
凌霄塔又名文笔塔，位于中国陕西省榆林市榆阳区城南上郡路街道上郡北路北端东侧山丘上，镇远门（南门）外，已列为陕西省文物保护单位。作为“北台南塔”中的“南塔”，凌霄塔是榆林城的重要地标，“南塔凌霄”旧为榆林八景之一。

## 历史
凌霄塔原为榆阳寺中之塔，榆阳寺已毁于清同治年间，而塔独存。凌霄塔始建于明正德十年（1515年），万历三十五年（1607年）重建。榆林战事频繁，明末李自成和李过攻打榆林，以及1947年榆林战役，都曾在凌霄塔展开激战。

## 建筑
凌霄塔为八角十三层楼阁式空心砖塔。高43米，底边周长33.9米。塔身每层砖雕仿木结构出檐斗拱。塔顶覆琉璃瓦。登塔可眺望全城。

## 保护
2008年9月16日，凌霄塔公布为第五批陕西省文物保护单位，编号5-3-102。